# HMS Wager (1739)
El HMS Wager fue una nave de guerra de la Marina Real británica de 28 cañones, botada en 1734. Fue parte de la escuadra de seis naves de guerra y dos transportes del almirante George Anson dispersada por las tormentas al cruzar el cabo de Hornos.

## Naufragio
El 13 de mayo de 1741, el HMS Wager encalló frente a la isla que hoy lleva su nombre, en el archipiélago Guayaneco, y entre sus tripulantes tuvo lugar el motín del HMS Wager. Entre los náufragos estaba John Byron. Una parte de su tripulación logró, con grandes pérdidas humanas, llegar a Río de Janeiro. La otra parte de la tripulación emprendió viaje hacia el norte y logró llegar hasta Chiloé.
En los informes españoles de la época es nombrado como el navío del Guelguel de la escuadra de Anson y para recoger su armamento y otros metales fue enviada una expedición a cargo de Mateo Abraham Evrard.: 65 